# Karpętaj
Karpętaj – sztuczny zbiornik wodny (glinianka), zlokalizowany w Poznaniu, na granicy Rudniczego i Świerczewa (tzw. Szachty), w sąsiedztwie ul. Głogowskiej i ul. Glinianej. 
Staw o nieregularnym kształcie. Wokół rozciągają się nieużytki i osiedla domów jednorodzinnych. W pobliżu znajdowała się jedna z najdłużej działających cegielni, spośród kilkunastu, w obrębie Szacht (do lat 90. XX w.).